# ハス (アルバニア)
ハス（アルバニア語: Has, Hasi）はアルバニアのクケス州の基礎自治体である。ファイザ、ジナイ、ゴライおよびクルマが合体し、基礎自治体が設けられた。クルマは庁所在地である。2004年にアルバニアの一番低い人口がある基礎自治体だった。2011年に旧基礎自治体の人口は16,790人だった。2023年に基礎自治体の人口は11,684人だった。